# Дивись хто тепер говорить
Дивись, хто тепер говорить (англ. Look Who's Talking Now) — американська комедія 1993 року.

## Синопсис
Майкі та Джулі, маленькі дітлахи, пізнають світ, вибираючи найгірші методи та нервуючи цим своїх батьків. І в цьому їм допогають дві щойно зведені собаки…

## У ролях
| Актор           | Роль               |
| --------------- | ------------------ |
| Джон Траволта   | Джеймс             |
| Кірсті Еллі     | Моллі              |
| Девід Галлагер  | Майкі              |
| Табіта Люпьєн   | Джулі              |
| Олімпія Дукакіс | Розі               |
| Лізет Ентоні    | Саманта Д'Бонн     |
| Джордж Сігал    | Альберт            |
| Денні Девіто    | голос Рокса        |
| Даян Кітон      | голос Дафни        |
| Чарльз Барклі   | в ролі самого себе |

## Сприйняття
Фільм отримав нищивні відгуки: Rotten Tomatoes дав оцінку 0 % на основі 25 відгуків від критиків і 29 % від більш ніж 100 000 глядачів. Фільм провалився в прокаті.